# NGC 6541
NGC 6541 (també conegut com a Caldwell 78) és un cúmul globular a la constel·lació de la Corona Austral. Es calcula que té uns 12.900 milions d'anys.
El cúmul globular va ser descobert per Niccolò Cacciatore a l'Observatori Astronòmic de Palerm, Sicília, el 19 de març de 1826. Va ser trobat independentment per James Dunlop el 3 de juliol de 1826..